# Plaza de Colón (Madrid)
La plaza de Colón es un espacio público de la ciudad española de Madrid, en la que confluyen calles como Goya, Génova y los paseos de la Castellana y Recoletos.

## Descripción
Recibe su nombre de Cristóbal Colón. Se encuentra delimitada por las calles de Serrano, Goya, Jorge Juan, y los paseos de Recoletos y La Castellana, uniendo estos dos últimos con la calle de Génova. En ella se encuentra monumento a Cristóbal Colón de estilo neogótico, erigido entre 1881 y 1885. Este consta de una base cuadrada con relieves y un pilar octogonal tallados en piedra por Arturo Mélida, y una estatua de tres metros de altura esculpida en mármol blanco de Italia por Jerónimo Suñol. La altura total es de 17 metros. En la plaza el arquitecto Antonio Palacios ubicó su monumental proyecto de "Proyecto de Palacio de las Artes" en 1926. El proyecto finalmente no se llevó a cabo. 

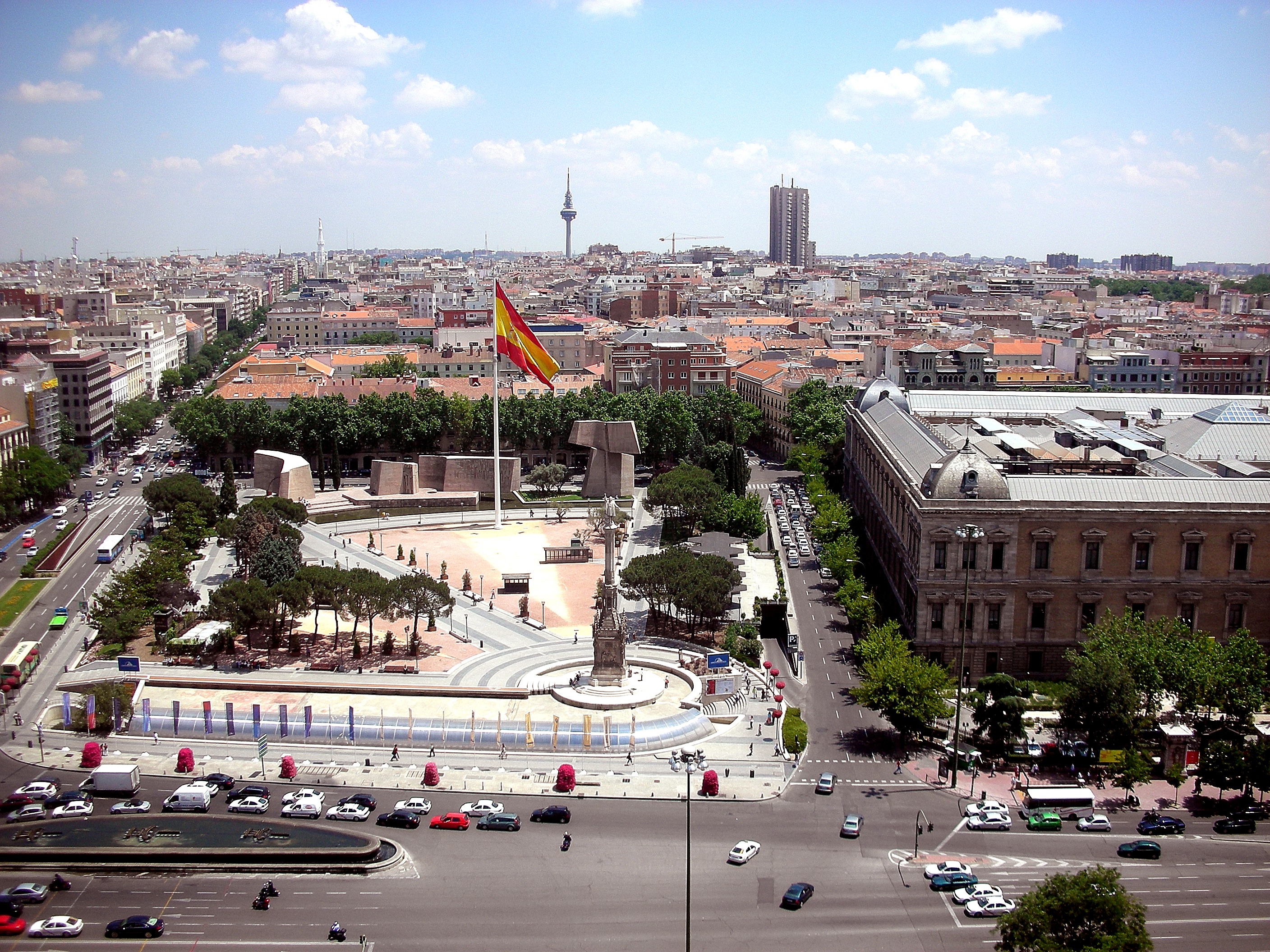
Jardines del Descubrimiento

En la parte este de la plaza se ubica desde 1975 un amplio espacio abierto conocido como Jardines del Descubrimiento, en el que se encuentra el Centro de arte Teatro Fernán Gómez, antiguo Centro Cultural de la Villa de Madrid, construidos sobre el solar que ocupaba hasta entonces la Real Casa de la Moneda. En 1977 se instaló en los jardines el monumento al Descubrimiento de América, realizado por Joaquín Vaquero Turcios. Es un conjunto de tres macroesculturas de hormigón, llamadas respectivamente Las profecías, La génesis y El Descubrimiento, con relieves e inscripciones.
Desde el día de la fiesta nacional de España de 2001, en la plaza de Colón ondea la bandera de España más grande del mundo, de 14 m x 21 m (294 m²), en un mástil de 50 m de altura.

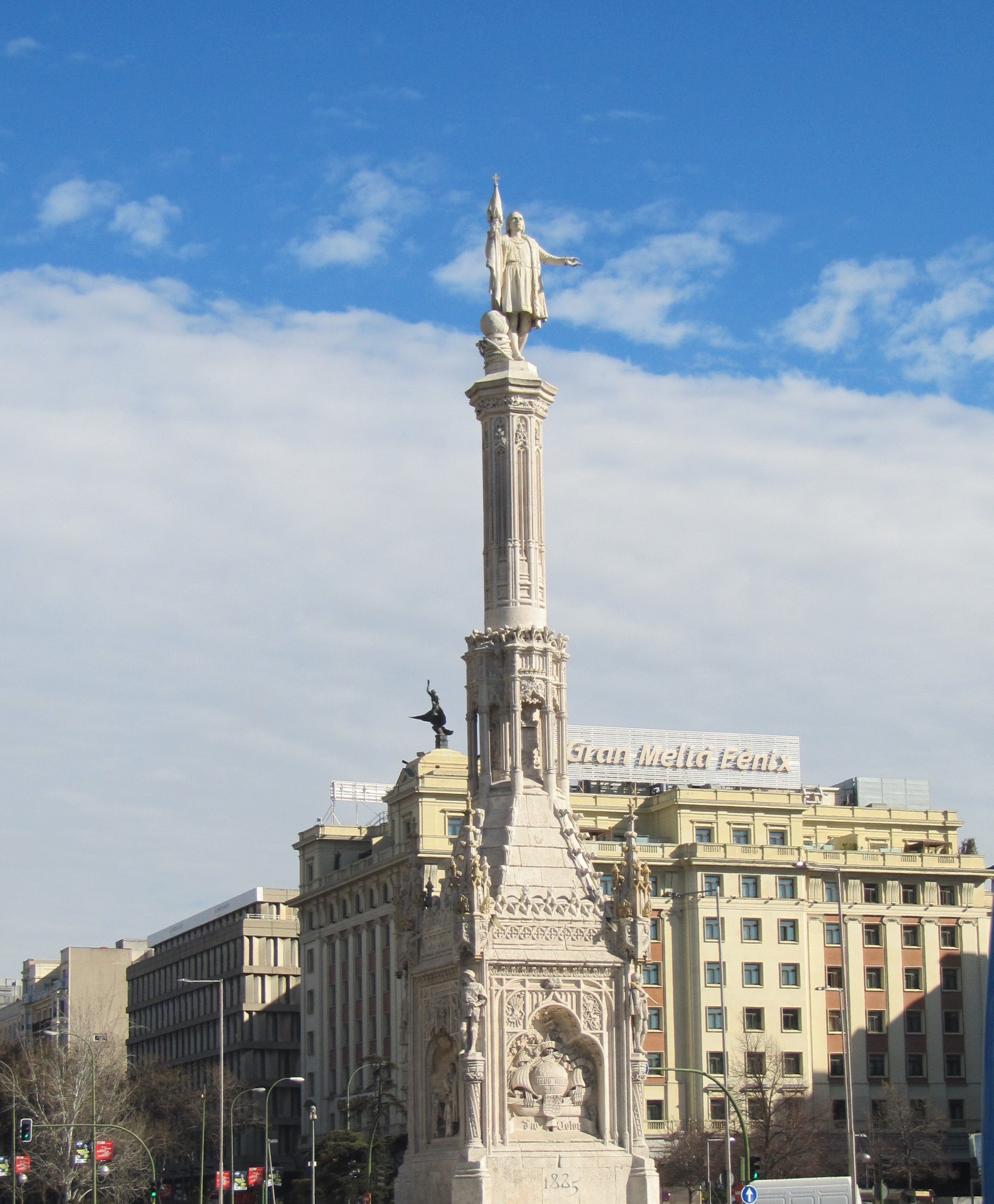
Monumento a Colón (1885)

En el cruce de la plaza con la calle de Génova se erigen las llamadas Torres de Colón, proyectadas por el arquitecto Antonio Lamela Martínez y construidas entre 1967 y 1976. A sus pies se encuentra en una isleta que cruza la calle Génova, la escultura de Fernando Botero Mujer con espejo. Entre las Torres de Colón y la calle Goya existe una estructura arquitectónica subterránea conocida como Pasaje de Colón que desde 2022 acoge el Centro Cultural Emilia Pardo Bazán.